# 머하웃

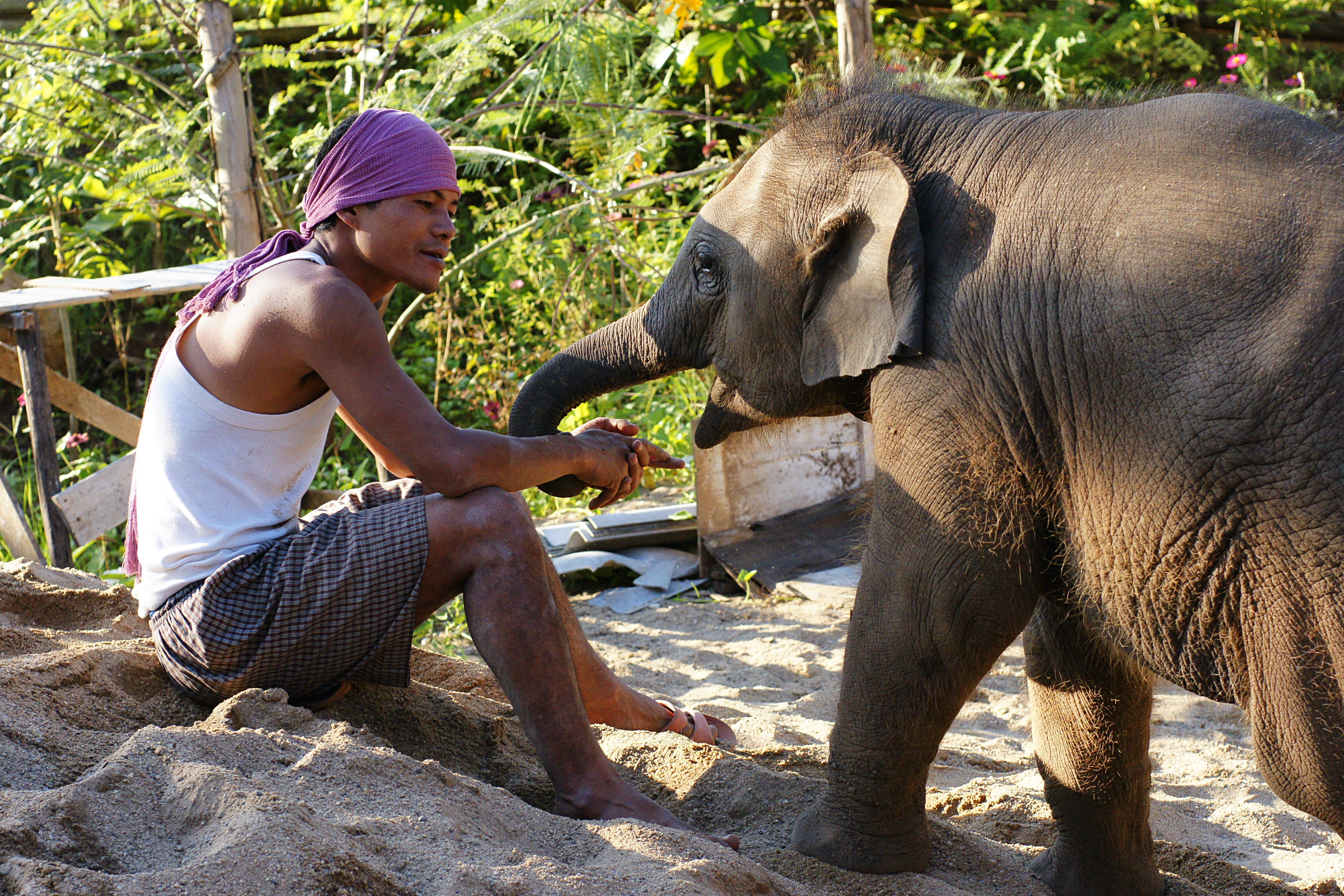
코끼리 새끼와 머하웃.

머하웃(mahout)은 코끼리를 타고 훈련시키고 사육시키는 등 코끼리를 부리는 사람을 말한다. 일생 동안 서로 유대 관계를 유지한다. 머하웃이라는 단어는 힌디어 단어인 '머하웃' (महौत) 과 '머하밧' (महावत)에서 비롯되었으며, 이들은 산스크리트어 '머하마트라' (महामात्र)에서 유래하였다.